# Ле-Сюер (округ, Міннесота)
Шаблон:StateAbbr_ 44°22′ пн. ш. 93°44′ зх. д. / 44.37° пн. ш. 93.73° зх. д.
Округ Ле-Сюер (англ. Le Sueur County) — округ (графство) у штаті Міннесота, США. Ідентифікатор округу 27079.

## Історія
Округ утворений 1853 року.

## Демографія
За даними перепису 
2000 року 
загальне населення округу становило 25426 осіб, зокрема міського населення було 9117, а сільського — 16309.
Серед мешканців округу чоловіків було 12731, а жінок — 12695. В окрузі було 9630 домогосподарств, 6922 родин, які мешкали в 10858 будинках.
Середній розмір родини становив 3,1.
Віковий розподіл населення поданий у таблиці:
| Стать    | До 15 років | 15-21 | 22-29 | 30-39 | 40-49 | 50-65 | 65-85 | Понад 85 |
| -------- | ----------- | ----- | ----- | ----- | ----- | ----- | ----- | -------- |
| Чоловіки | 2814        | 1337  | 1025  | 1897  | 2074  | 2041  | 1388  | 155      |
| Жінки    | 2802        | 1186  | 973   | 1848  | 1874  | 1974  | 1678  | 360      |

## Суміжні округи
- Скотт — північ
- Райс — схід
- Восека — південь
- Блю-Ерт — південний захід
- Ніколлет — захід
- Сіблі — північний захід

## Виноски
1. ↑  US Decennial Census. US Census Bureau. Архів оригіналу за 4 квітня 2018. Процитовано 21 жовтня 2014.
2. ↑  Historical Census Browser. University of Virginia Library. Архів оригіналу за 11 серпня 2012. Процитовано 21 жовтня 2014.
3. ↑  Population of Counties by Decennial Census: 1900 to 1990. US Census Bureau. Архів оригіналу за 4 серпня 2014. Процитовано 21 жовтня 2014.
4. ↑  Census 2000 PHC-T-4. Ranking Tables for Counties: 1990 and 2000 (PDF). US Census Bureau. Архів оригіналу (PDF) за 18 грудня 2014. Процитовано 21 жовтня 2014.
5. ↑  State & County QuickFacts. Бюро перепису населення США. Архів оригіналу за 7 червня 2011. Процитовано 1 вересня 2013.(англ.) Наведено за англійською вікіпедією.
6. ↑  American FactFinder. Бюро перепису населення США. Архів оригіналу за 26 лютого 2012. Процитовано 31 січня 2008.

| США | Це незавершена стаття з географії США. Ви можете допомогти проєкту, виправивши або дописавши її. |